# Якутская АСММ
Якутская АСММ — строящаяся малая атомная электростанция в Республике Саха (Якутия). По окончании реализации проекта, Якутская АСММ станет первой наземной АЭС малой мощности нового типа в России. Будет первой за длительный период, после Билибинской АЭС, построенной стационарной малой АЭС в России. Будет являться самой северной АЭС в мире, располагаясь немного севернее 70 параллели.

## Планы
Станцию строят на территории Усть-Янского улуса, близ посёлка городского типа Усть-Куйга около реки Яна.
АСММ станет источником электроэнергии для одного из крупнейших в России минерально-сырьевых кластеров и станет базой развития месторождений Кючус, Депутатское и Тирехтях. Изначально станция планировалась для электроснабжения золоторудного месторождения Кючус на 35 МВт, а также для близлежащего поселка Усть-Куйга. Однако по мере реализации проекта возник спрос от оловянных месторождений Депутатское и Тирехтях, которые планируют потреблять от 15-20 МВт и 11 МВт, соответственно.
В связи с превышением общего спроса над предложением было принято решение о строительстве второго блока АСММ. Это позволит полностью обеспечить спрос промышленных предприятий и увеличить потенциальную мощность энергоснабжения поселка Усть-Куйга до 5 МВт, а поселка Депутатский — до 7 МВт. Кроме этого, планом предусматривается электроотопление посёлка Усть-Куйга в объёме не менее 2 МВт.
Запуск поэтапный:
- к 2028 году запуск первого энергоблока с реактором типа РИТМ-200Н установленной мощностью 55 МВт;
- к 2032 году ввод в строй ещё одного аналогичного энергоблока.

Таким образом, планируемая установленная мощность станции составляет 110 МВт.

## Хронология событий
- В августе 2023 года состоялась церемония открытия первого объекта – временного городка строителей для размещения не менее 250 человек. Начаты строительно-монтажные работы подготовительного периода на основной площадке сооружения АСММ и производство оборудования[6].
- 29 августа 2023 года близ поселка Усть-Куйга состоялась торжественная церемония открытия временного городка для строителей Якутской АСММ. В мероприятии приняли участие глава Якутии Айсен Николаев и генеральный директор госкорпорации «Росатом» Алексей Лихачёв. Лихачёв заявил, что «при строительстве атомной станции малой мощности будет создано более 1 тысячи рабочих мест, а после введения станции в эксплуатацию в 2028 году ее будут обслуживать около 600 сотрудников»[4].
- 6 июня на полях Петербургского международного экономического форума (ПМЭФ - 2024) госкорпорация Росатом и правительство Республики Якутия заключили соглашение о создании условий для обеспечения эффективной загрузки атомной станции малой мощности и о намерениях развития электроэнергетической инфраструктуры в рамках реализации проекта[7].
- 26 августа 2024 года первый заместитель Председателя Правительства Якутии Джулустан Борисов ознакомился с текущими работами по возведению городка строителей атомной станции малой мощности в Усть-Куйге. Подрядные организации занимались завозом строительных материалов, оборудования и техники для начала строительства основных сооружений станции в 2027 году[8].
- 20 августа 2024 года в соответствии с требованиями пункта 27 Правил разработки и утверждения документов перспективного развития электроэнергетики, утвержденных постановлением Правительства Российской Федерации от 30.12.2022 № 2556, опубликован для общественного обсуждения проект Генеральной схемы размещения объектов электроэнергетики до 2042 года, в котором обозначены основные параметры проекта станции[1].
- 20 июня 2025 Инжиниринговый дивизион Госкорпорации «Росатом» организовал онлайн-семинар для потенциальных поставщиков, посвященный особенностям контрактации и закупок в рамках проекта сооружения атомной станции малой мощности (АСММ) «Якутия» в Усть-Янском районе Республики Саха (Якутия). Мероприятие собрало представителей российских компаний и индивидуальных предпринимателей, заинтересованных в участии в реализации этого проекта[9].

## Информация об энергоблоках
| Энергоблок      | Тип реакторов | Мощность | Мощность | Начало строительства | Подключение к сети | Ввод в эксплуатацию | Закрытие |
| Энергоблок      | Тип реакторов | Чистый   | Брутто   | Начало строительства | Подключение к сети | Ввод в эксплуатацию | Закрытие |
| --------------- | ------------- | -------- | -------- | -------------------- | ------------------ | ------------------- | -------- |
| Якутск-1 (план) | РИТМ-200Н     | 53 МВт   | 55 МВт   |                      |                    | 2028 (по планам)    |          |
| Якутск-2 (план) | РИТМ-200Н     | 53 МВт   | 55 МВт   |                      |                    | 2032 (по планам)    |          |